# Reindeer Werk
Reindeer Werk war ein Performancekünstlerduo, welches zwischen 1972 und 1982 auftrat.
Das Duo Reindeer Werk/Rentier Arbeit bestand aus dem Briten Thom Puckey (* 1948 in Bexleyheath) sowie dem Dänen Dirk Larsen (* 1951 in  Kopenhagen) und nahm an der documenta 6 in Kassel teil.
Puckey und Larsen veranstalteten nicht-theatrale Performances, bei denen extremes Verhalten bis zu selbstverletzendem Verhalten an den Tag gelegt wurde. Von dem Publikum wurde die aktive Teilnahme an der Performance erwartet. Ziel war es, kein Abbild der Wirklichkeit zu schaffen, sondern die Performance zu dem Erlebnis einer neuen Wirklichkeit zu machen.